# تپه سه گرد ۱
تپه سه گرد ۱ مربوط به کالکولتیک(مس‌سنگی) - عصر برنز I -هزاره اول (پیش از میلاد) است و در شهرستان پیرانشهر، بخش لاجان، دهستان لاهیجان غربی، روستای زنگ آباد واقع شده است. این اثر در تاریخ ۳۰ دی ۱۳۸۵ با شمارهٔ ثبت ۱۶۸۳۵ به عنوان یکی از آثار ملی ایران به ثبت رسیده است.